# Allen (bola de futebol)
Allen foi a bola de futebol produzida para uso na Copa do Mundo FIFA de 1938 realizada na França.
Similar às bolas das Copas anteriores, as bolas usadas tinham 12 gomos. Sua cor, porém era mais escura que suas antecessoras porque teriam sido produzidas couro marrom originado de fornecedores locais.